# Wygon (województwo zachodniopomorskie)
Wygon (niem. Langenfuhr) – wieś sołecka w Polsce położona w województwie zachodniopomorskim, w powiecie choszczeńskim, w gminie Bierzwnik. W latach 1975–1998 miejscowość administracyjnie należała do województwa gorzowskiego. W roku 2007 wieś liczyła 276 mieszkańców. 
Leśniczówka wchodząca w skład sołectwa: Antoniewko. 
Gajówka wchodząca w skład sołectwa: Piaseczno.

## Geografia
Wieś leży ok. 11 km na północny wschód od Bierzwnika.

## Historia
Pomiędzy rokiem 1766 a 1800 na terenie wsi osadzono kolonistów. Początkowo było ich 26, płacili czynsz 12 groszy od morgi. W 1800 r. 193 mieszkańców mieszkało w 29 domach. 40 lat później liczba mieszkańców wzrosła do 324. W 1905 r. wieś zamieszkiwało 298 osób, 20 lat później 286, zaś na przełomie 1936 / 1937 miejscowość liczyła 278 mieszkańców. Przed wojną wybudowano szkołę, stał tutaj również pomnik ofiar I wojny światowej.